# Karl von Sauter
Karl Sauter, ab 1892 Karl von Sauter, (* 18. Juni 1839 in Aalen; † 28. Juli 1902 in Stuttgart) war ein deutscher Architekt und württembergischer Baubeamter.

## Leben
Sauter studierte nach dem Realgymnasium am Polytechnikum Stuttgart und an der Stuttgarter Kunstschule. Er war 1857 im Atelier von Christian Friedrich von Leins beschäftigt. Nach Studienreisen durch Frankreich und Italien erhielt er eine Anstellung im technischen Büro der königlich württembergischen Domänendirektion. 1871 wurde Sauter zum Bezirksbauinspektor ernannt. Ab 1877 war er technisches Mitglied der Domänendirektion. 1882 wurde er zum Oberbaurat, 1901 zum Baudirektor befördert. Er erstellte die Pläne für zahlreiche öffentliche Bauten in Württemberg und leistete auch die Vorarbeiten für den Neubau des Stuttgarter Landesgewerbemuseums, das heutige Haus der Wirtschaft Baden-Württemberg.

## Auszeichnungen
Sauter wurde mit den Ehrenbürgerwürden der Stadt Freudenstadt und der Gemeinde Unterreichenbach ausgezeichnet. Von König Wilhelm II. wurde er 1892 durch die Verleihung des Ehrenritterkreuzes des Ordens der Württembergischen Krone in den persönlichen Adelsstand erhoben.

## Bauten (Auswahl)
- 1891–1893: Erweiterungsbau der evangelischen Stadtkirche St. Blasius in Bad Liebenzell
- Kirche in Freudenstadt
- Kirche in Hirsau
- 1878–1881: Lehrerseminar Nagold
- 1878–1881: Königliches Realgymnasium in Stuttgart
- 1886–1889: Johanneskirche in Simmersfeld
- Elektrotechnisches Institut und Chemisches Laboratorium der Technischen Hochschule Stuttgart
- 1892–1893: Teilneubau der evangelischen St.-Wendelin-Kirche in Unterreichenbach
- 1892–1897: Justizgebäude in Ulm